# Mariana Pajón
Mariana Pajón Londoño (Medellín, 10 ottobre 1991) è una ciclista di BMX colombiana, medaglia d'oro nella gara di specialità ai Giochi olimpici di Londra 2012 e di Rio de Janeiro 2016.

## Carriera
Ha vinto il suo primo titolo nazionale di BMX all'età di 5 anni e il primo titolo mondiale a 9 anni. Dopo i successi nelle categorie giovanili, tra le Elite ha vinto sei titoli mondiali, sette prove di Coppa del mondo, cinque titoli panamericani e la medaglia d'oro ai Giochi panamericani 2011. Questi risultati le hanno valso il soprannome di "Regina della BMX".
Nel 2012 ha vinto la medaglia d'oro olimpica nel BMX ai Giochi di Londra 2012, precedendo Sarah Walker e Laura Smulders. È stata inoltre portabandiera della Colombia nella cerimonia di apertura di quell'edizione dei Giochi, scelta dai colombiani con un sondaggio su internet.

## Palmares
- 2008

Campionati del mondo di BMX, Cruiser Juniores
- 2009

Campionati del mondo di BMX, Cruiser Juniores
Campionati del mondo di BMX, Juniores
- 2010

Pan American Championships
Campionati del mondo di BMX, Cruiser Elite
- 2011

Pan American Championships
Campionati del mondo di BMX, Elite
Pan American Games
- 2012

Giochi olimpici, Prova Elite
- 2013

Pan American Championships
Campionati del mondo di BMX, Cronometro Elite
Coppa del Mondo, Papendal
Coppa del Mondo, Chula Vista
- 2014

Pan American Championships
Campionati del mondo di BMX, Elite
Coppa del Mondo, Santiago del Estero
Coppa del Mondo, Chula Vista
- 2015

Pan American Championships
Campionati del mondo di BMX, Cronometro Elite
Coppa del Mondo, Papendal
Coppa del Mondo, Santiago del Estero
Coppa del Mondo, Rock Hill, SC
- 2016

Pan American Championships
Campionati del mondo di BMX, Elite
Giochi olimpici, Prova Elite
- 2017

Coppa del Mondo, Heusden-Zolder
Verona
Coppa del Mondo, Santiago del Estero #1
Coppa del Mondo, Santiago del Estero #2
- 2019

Pan American Championships
Pan American Games
- 2020

Bogotá
- 2021

Bogotá
Coppa del Mondo, Bogotá #1
Coppa del Mondo, Bogotá #2
- 2022

Pan American Championships
Coppa del Mondo, Bogotá
- 2023

Heusden-Zolder
Pan American Games
- 2024

Pan American Championships

## Piazzamenti

### Competizioni mondiali
- Campionati del mondo di BMX

Taiyuan 2008 - Cruiser Juniores: vincitrice
Taiyuan 2008 - Juniores: 8ª
Adelaide 2009 - Cruiser Juniores: vincitrice
Adelaide 2009 - Juniores: vincitrice
Pietermaritzburg 2010 - Cruiser Elite: vincitrice
Pietermaritzburg 2010 - Elite: 9ª
Copenaghen 2011 - Elite: vincitrice
Copenaghen 2011 - Cronometro Elite: 3ª
Birmingham 2012 - Elite: 5ª
Birmingham 2012 - Cronometro Elite: 20ª
Auckland 2013 - Elite: 6ª
Auckland 2013 - Cronometro Elite: vincitrice
Rotterdam 2014 - Elite: vincitrice
Rotterdam 2014 - Cronometro Elite: 3ª
Zolder 2015 - Cronometro Elite: vincitrice
Zolder 2015 - Elite: 14ª
Medellín 2016 - Elite: vincitrice
Medellín 2016 - Cronometro Elite: 3ª
Rock Hill 2017 - Elite: 3ª
Heusden-Zolder 2019 - Elite: 8ª
Arnhem 2021 - Elite: 4ª
Nantes 2022 - Elite: 5ª
Glasgow 2023 - Elite: 5ª
Rock Hill 2024 - Elite: 16ª
- Giochi olimpici

Londra 2012 - BMX: vincitrice
Rio de Janeiro 2016 - BMX: vincitrice
Tokyo 2020 - BMX: 2ª
Parigi 2024 - BMX: 2
9ª